# (27864) Antongraff
(27864) Antongraff (1995 EA9) – planetoida z pasa głównego asteroid okrążająca Słońce w ciągu 4,59 lat w średniej odległości 2,76 j.a. Odkryta 5 marca 1995 roku.